# Руда Соня (фільм, 1985)
«Руда́ Со́ня» — пригодницький фентезі-бойовик за мотивами однойменного коміксу Роя Томаса 1973 року за участю Бриджит Нільсен та Арнольда Шварценеггера в головних ролях. Знятий у 1985 році в Італії.
Фільм був знятий на хвилі успіху дилогії «Конан-варвар» та «Конан-руйнівник», але сюжетного зв'язку між картинами немає, навіть Шварценеггер грає іншого героя — не Конана, а Калідора.
«Руда Соня» не була успішна в прокаті, окупивши менше половини кошторису, і отримала негативні оцінки критиків при виході на екран (включаючи премію «Золота малина»), але з часом стала вважатися свого роду «класикою» пригодницького кіно.

## Сюжет
Могутня королева-чаклунка Гедрен викрадає древній магічний талісман, здатний знищити весь світ. Легендарний герой Калідор і відважна воячка Руда Соня вирушають в далекий, повний небезпек похід до Хаблака – столиці королеви Гедрен, щоб битися з силами зла і врятувати Землю від руйнування…

## В ролях
| Актор                | Роль                    |
| -------------------- | ----------------------- |
| Бриджит Нільсен      | Соня                    |
| Арнольд Шварценеггер | Калідор                 |
| Сендал Бергман       | Гедрен                  |
| Пол Лоуренс Сміт     | Фалкон                  |
| Ерні Рейс            | Принц Тарн              |
| Джанет Агрен         | Варна                   |
| Тед Хоріно           | Майстер мечів           |
| Донна Остербухр      | Кендра (верховна жриця) |
| Лара Нашинскі        | Помічниця Гедрен        |

## Постановка фільму
У фільмі «Конан-варвар» Сандал Бергман грала кохану Конана, Валерію. В «Рудій Соні» їй спочатку пропонували головну роль, але потім відмовились від цієї ідеї, але дали їй роль лиходійки Гедрен. Творцям стрічки знадобився рік, щоби підшукати акторку, яка володіла б достатньо «амазонським» виглядом для головної ролі. За 8 тижнів до початку знімання вони все ще були в пошуках, але тут їм потрапили на очі фотографії Бриджит Нільсен в одному з журналів.
Студійне знімання фільму проходило в Італії, на студії «Понтіні», натурне — в італійській області Абруццо.
Енніо Морріконе, який написав музику для «Рудої Соні», зараз є одним з найвідоміших композиторів фільмів. В його послужному списку музика, написана для понад 400 картин.